# Jean Chong
Jean Chong   () és una activista dels drets LGBT de Singapur. És cofundadora de Sayoni, una organització de drets LGBT, i una de les líders del col·lectiu d'activistes de l'ASEAN sobre orientació sexual, identitat de gènere i expressió de gènere. Chong té un màster en Drets Humans i Democratització.

## Biografia
Chong es va criar a Singapur. En créixer com a lesbiana, «sempre va desitjar que hi hagués models lesbianes». Va començar el seu activisme com a voluntària en una xarxa de suport cristià gai, Safehaven, i es va convertir en la seva primera vicepresidenta. Posteriorment, va cofundar una església inclusiva, Free (First Realize Everyone is Equal) Community Church i va ser la seva presidenta. Amb la intenció d'ampliar els seus horitzons per a ajudar els altres, va passar a formar part de l'equip central d'una federació LGBT, People Like Us, a Singapur. Actualment també forma part de l'ASEAN SOGIE Caucus, una xarxa regional de grups LGBTIQ del sud-est asiàtic que advoca per la inclusió dels drets LGBTIQ en el Mecanisme de Drets Humans de l'ASEAN.